# Комар, Фёдор Прокопович
Фёдор Прокопович Комар, другой вариант отчества — Прокофьевич (бел. Фёдар Пракопавіч Камар; 11 апреля 1929, деревня Декшняны — 27 января 2013) — бригадир совхоза имени Я. Купалы Молодечненского района Минской области, Белорусская ССР. Герой Социалистического Труда (1976).

## Биография
Родился в 1925 году в многодетной крестьянской семье в деревне Декшняны (сегодня — Молодечненский района, Минская область Белоруссии). С 1947 по 1949 года проходил срочную службу в Красной Армии. С 1949 года — разнорабочий на пилораме колхоза имени Мичурина Молодечненского района. В 1963 году назначен бригадиром животноводческой бригады колхоза имени Яна Купалы Молодечненского района и в 1974 году — бригадиром комплексной бригады.
Неоднократно участвовал во Всесоюзной выставке ВДНХ в Москве, где получил три серебряные и две бронзовые медали.
Указом Президиума Верховного Совета СССР от 10 марта 1976 года за выдающиеся успехи, достигнутые во Всесоюзном социалистическом соревновании и проявленную трудовую доблесть в выполнении заданий девятой пятилетки и принятых обязательств по увеличению производства и продажи государству продуктов земледелия и животноводства удостоен звания Героя Социалистического Труда с вручением ордена Ленина и золотой медали «Серп и Молот».
В 2000 году вышел на пенсию.
Сочинения
Написал брошюру «Наш девиз — больше и лучше», изд. Урожай, серия «Герои пятилетки».

## Награды
- Герой Социалистического Труда — указом Президиума Верховного Совета СССР от 10 марта 1976 года
- Орден Ленина
- Почётный гражданин Молодечненского района (2000)